# Mqabba

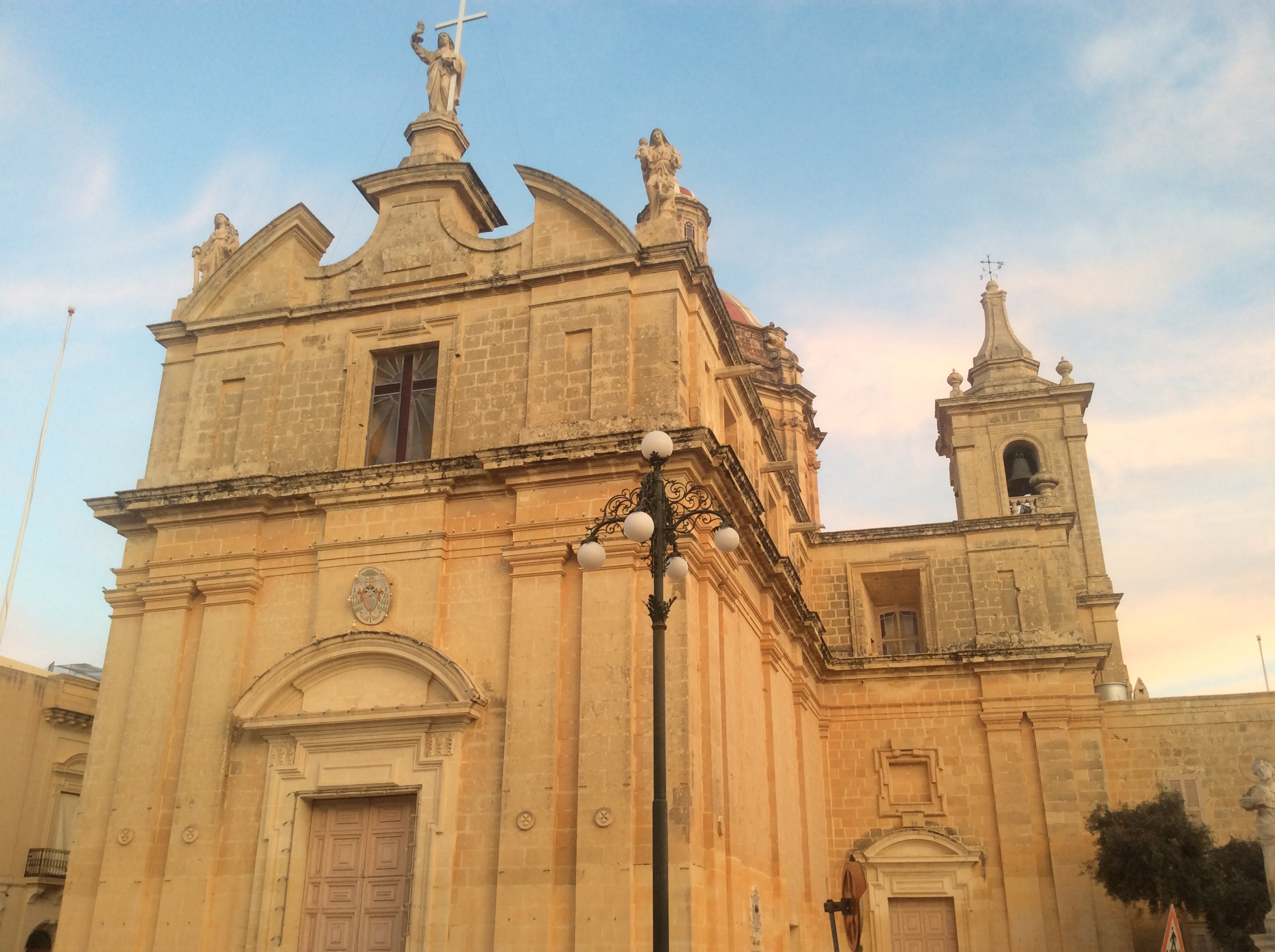
Pfarrkirche von Mqabba

Mqabba [m̩ˈʔɐbːɐ] (oder L-Imqabba) ist ein kleines Dorf im Süden der Insel Malta mit 3373 Einwohnern (Stand 31. Dezember 2020).
Der Ort ist bekannt für seine Kalksteinbrüche.
Fossilien fand man in den Steinbrüchen Ta' Xantin und Ta' Kandja.
Frühchristliche Katakomben, bekannt als Ta' Mintna wurden in diesem Dorf gefunden.
Einer der größten Feuerwerkshersteller Maltas, die Santa Marija Fireworks Factory ist in Mqabba ansässig. Von dieser Firma werden jährlich Vorführungen organisiert.

## Sehenswürdigkeiten
Neben anderen Bauwerken findet man den Vincenti Tower und verschiedene Kapellen in Mqabba, wie zum Beispiel die Kapellen des hl. Basil, Our Lady of Sorrows (Maria), hl. Johannes und hl. Katharina.
Die Pfarrkirche ist der Himmelfahrt unserer lieben Frau geweiht. Neben dem Hauptfest Santa Marija mit vielen Besuchern von der ganzen Insel, die das Feuerwerk betrachten, wird auch noch das Fest „Our Lady of the Lilies“ gefeiert.

## Feste
Mariae Himmelfahrt wird am 15. August gefeiert, und zwar ebenfalls in Qrendi, Gudja, Għaxaq, Mosta, Attard und Victoria Rabat (Gozo).
Our Lady of the Lilies wird normalerweise am 3. Juniwochenende gefeiert.

## Sport
In Mqabba ist der FC Mqabba angesiedelt, ein Fußballverein, der aktuell in der zweiten maltesischen Liga, der First Division spielt.

## Söhne und Töchter des Ortes
- Louis Galea (* 1948), Politiker